# The Rise and Fall of Ziggy Stardust and the Spiders from Mars

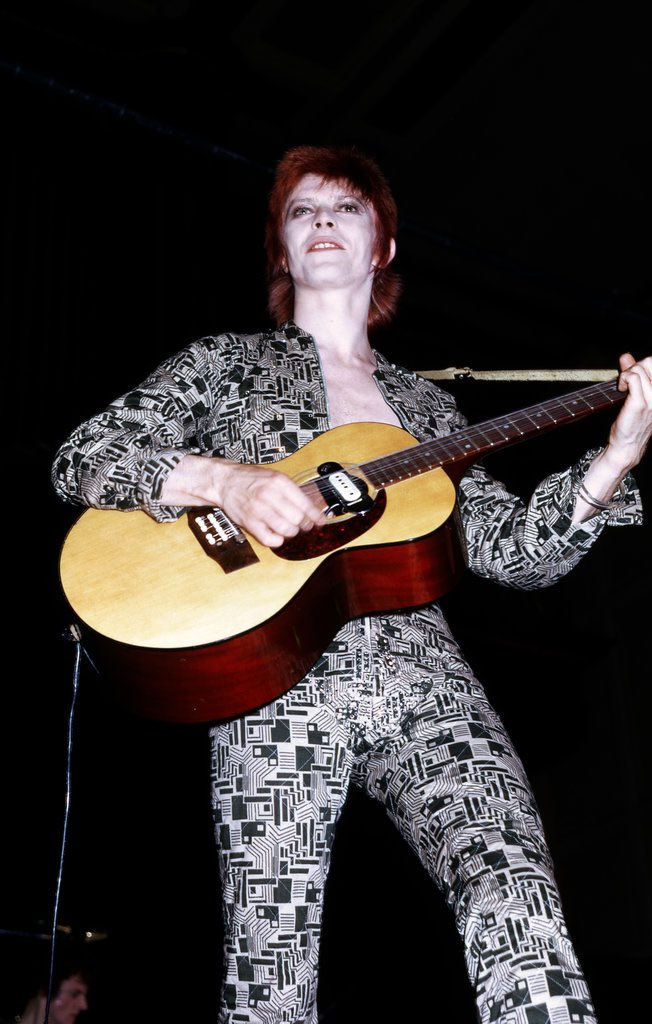
Ziggy Stardust，大衛·鮑伊所塑造的舞台人格

《The Rise and Fall of Ziggy Stardust and the Spiders from Mars》是英國歌手大衛·鮑伊的第五張錄音室專輯，發行於1972年6月16日。由RCA唱片負責發行。
專輯由大衛·鮑伊與後台樂團火星蜘蛛錄製，是1970年代英國華麗搖滾的著名代表。專輯在英國專輯排行榜上達到第六名，收錄有〈Starman〉、〈Rock 'n' Roll Suicide〉〈Ziggy Stardust〉等單曲。